# إفنين (مجلة)
إفنين (باليابانية: イブニング بالروماجي: Ibuningu) هي مجلة مانغا سينن يابانية أسبوعية تنشرها كودانشا، وهي موجهة للرجال البالغين. تطبع بالأبيض والأسود على ورق الصحف وتدبيس السرج- في صيغة 5بي، وتباع فردياً بما يقارب 330 ين. التوزيع ذُكر من قبل جمعية الناشرين في المجلة اليابانبة وبما يعادل 115,617 نسخة في عام 2015.

## سلاسل مانغا الحالية

### سلاسل تنشر في كل عدد
| سلسلة العنوان | الكاتب                                    | لاول مرة    |
| --- | ----------------------------------------- | ----------- |
| A Man Called Pirate (海賊とよばれた男 'kaizoku to yobareta otoko') (海賊とよばれた男، 'kaizoku to yobareta otoko')                    | ناوكي Hyakuta(قصة) & Souichi Sumoto(الفن) | يونيو 2014  |
| Gunnm: Mars Chronicle (銃夢火星戦記 'Ganmu Kasei Senki') (銃夢火星戦記، 'Ganmu Kasei Senki')                                          | Yukito Kishiro                            | أكتوير 2014 |
| Student Kōsaku Shima ‏ (学生島耕作 'Gakusei Shima Kōsaku') (学生島耕作، 'Gakusei Shima Kōsaku')                                        | كينشي Hirokane                            | ديسمبر 2013 |
| Kasane (累 Kasanei) (累، Kasanei) (累، Kasanei)                                                                                       | داروما ماتسورا                            | ماي 2013    |
| Lovely Muco (いとしのムーコ 'Itoshi no Mūko') (いとしのムーコ، 'Itoshi no Mūko') (いとしのムーコ، 'Itoshi no Mūko')                   | تاكايوكي Mizushina                        | أبريل 2011  |
| Op: Yoake Itaru no Iro no Nai Hibi (Op -オプ- 夜明至の色のない日々) (Op -オプ- 夜明至の色のない日々) (Op -オプ- 夜明至の色のない日々) | كو Yoneda                                 | يونيو 2013  |
| Yondemasuyo, Azazel-san (よんでますよ、アザゼルさん Yondemasuyo, Azazeru-san) (よんでますよ、アザゼルさん، Yondemasuyo, Azazeru-san)  | ياسوهيسا كوبو                             | 20007       |

## فنانون المانغا وسلاسل في إفنين
- Hiroki Endo
  - All Rounder Meguru
- Masayuki Ishikawa
  - Moyasimon: Tales of Agriculture
- Shinji Makari(story) & Shuu Akana (art)
  - Yugo
- Norifusa Mita
  - Scout Seishirō
  - Tōmei Axle
- Kentarō Okamoto
  - Sanzoku Diary[1]
- هيرويا اوكو
  - إينوياشيكي
- Yuzo Takada
  - Captain Alice
- Masayuki Takano
  - Blood Alone
- Atsuko Takakura
  - Yama Onna Kabe Onna
- Tatsuhiko Yamagami (story), Mikio Igarashi (art)
  - Hitsuji no Ki
- Kubo Yasuhisa
  - Yondemasuyo, Azazel-san
- Motoi Yoshida
  - Koi Kaze
- Izo Hashimoto (story) & Akio Tanaka (art)
  - Shamo
- Takashi Morita
  - Aventurier
- Tachiko Aoki
  - Ōgari
- Yoshinobu Yamada
  - Deathtopia

## وصلات خارجية
- الموقع الرسمي
 (باليابانية)